# Fountain Run (Kentucky)
Pour les articles homonymes, voir Fountain Run.
Fountain Run est une ville américaine située dans le comté de Monroe, dans le Kentucky. Selon le recensement de 2020, sa population est de 216 habitants.